# فاتس هيرد
فاتس هيرد (بالإنجليزية: Fats Heard)‏ هو عازف جاز أمريكي، ولد في 10 أكتوبر 1923 في كليفلاند في الولايات المتحدة، وتوفي بنفس المكان في 5 ديسمبر 1987.

## وصلات خارجية
- فاتس هيرد على موقع ميوزك برينز (الإنجليزية)
- فاتس هيرد على موقع أول ميوزيك (الإنجليزية)
- فاتس هيرد على موقع ديسكوغز (الإنجليزية)